# Јордан Костадинов
Јордан Костадинов био је Македонац из пиринског дела Македоније. Познат је као борац за национална права Македонаца у Бугарској.
Јордан Костадинов је рођен 9. новембра 1932. године у селу Белица. Мајка му је рођена у селу Врапча, а отац у селу Оштава.
Као македонски национални активиста био је два пута хапшен од бугарских власти и држан у нехуманим условима. Године 1990. избран је за председника ОМО „Илинден“.